# Corrente stellare Pisces-Eridanus
La corrente stellare Pisces-Eridanus è una corrente stellare che si estende per 1300 al e 120° del cielo, lungo 14 costellazioni. Prende il nome dalle costellazioni dei Pesci e di Eridano, sulle quali è maggiormente addensata. SI tratta di una corrente stellare relativamente vicina alla Terra, con una distanza compresa tra 80 e 226 parsec.

## Storia
La corrente è stata scoperta nel 2019 da un team guidato da Stefan Meingast, dell'Università di Vienna usando i dati del satellite Gaia. Inizialmente si stimava un'età di circa un miliardo di anni, ma nello stesso anno, ricercatori guidati da Jason Curtis della Columbia University di New York hanno analizzato dati di TESS relativi a dozzine di stelle del flusso, rilevando che le stelle più giovani avevano una più rapida velocità di rotazione, oltre a macchie stellari più evidenti. Le variazioni di luminosità e la velocità di rotazione erano troppo ricorrenti per stelle di quell’età, per cui si è proposta un’età intorno ai 120 milioni di anni, simile a quella dell’ammasso delle Pleiadi. Un’età ridotta che può consentire di studiare le prime fasi della formazione stellare e planetaria.